# Șerpar cu piept negru
Șerparul cu piept negru (Circaetus pectoralis) este o pasăre răpitoare de dimensiunii mari din familia Accipitridae, care include, de asemenea, multe alte păsări răpitoare diurne, cum ar fi șoimii, vulturii și ulii. Se găsește în toată Africa de Sud și de Est.
Crește până la 63-71 cm, este în mare parte negru, cu părțile inferioare și aripile albe și ochii galbeni. Ambele sexe sunt foarte asemănătoare, femelele fiind doar puțin mai mari. Păsările tinere sunt în general mai maronii. Se întâlnește într-o gamă largă de habitate, dar, în general, caută peisaje deschise, cu acoperire rară cu copaci. Arealul său se întinde din Etiopia și Sudan spre sud până în Africa de Sud și spre sud-vest până în Angola. Vânează în principal șerpi, dar și șopârle, mamifere mici și broaște. Fiecare cuib conține un singur ou, iar perioada de incubație este de aproximativ 50 de zile. Puiul părăsește cuibul după 3 luni.